# Île Baaba
Die Île Baaba bildet die Nordspitze von Grande Terre im französischen Überseegebiet Neukaledonien. Sie ist durch einen 600 m breiten Kanal von der Hauptinsel getrennt, der bei Ebbe auf nur 5 m Breite schrumpft und dann auf dem Pferderücken überquert werden kann. Die rund 20 km² große Insel liegt in der Gemeinde Poum und wird von etwa 20 Angehörigen des Stammes (Tribu) Baaba bewohnt.

## Fauna und Flora
Zu den endemischen Tier- und Pflanzenarten der Insel gehören das Baaba-Zwerggecko (Dierogekko Baaba), das Baaba-Braungecko (Dierogekko insularis / Bavayia insularis), Albizia sp-Baaba, Codiaeum oligogynum, Leichhardtia neocaledonica, Planchonella serpentinicola und Purpureostemon ciliatus.